# Johann Georg von Dillis

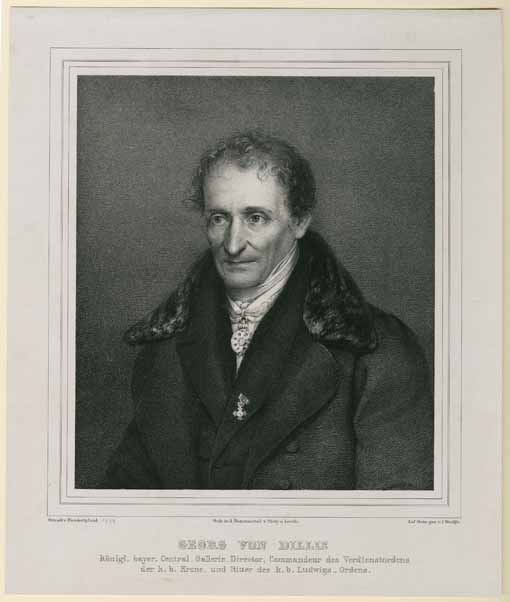
Johann Georg von Dillis.

Johann Georg von Dillis, född den 26 december 1759 i Gmain bei Schwindkirchen, död den 28 september 1841 i München, var en bayersk målare och konstkännare.
von Dillis prästvigdes 1782, men började därefter ägna sig åt konsten samt utbildade sig, under resor i Schweiz, Italien och Frankrike, till landskapsmålare och etsare. År 1790 blev han galleriinspektor i München, och 1822 utnämndes han till kunglid bayersk centralgalleridirektor. Han inlade stora förtjänster om de bayerska konstsamlingarnas ordnande; bland annat ombesörjde han inrättandet av Moritskapellet i Nürnberg och valde tavlorna för det 1836 färdiga pinakoteket i München. Även brodern Cantius Dillis, född 1779, död 1856, utövade landskapsmålning och raderingskonst.